# Pasaana
Astre fictif apparaissant dans
Star Wars.
Pasaana est une planète de l'univers de Star Wars.

## Contexte
L'univers de Star Wars se déroule dans une galaxie qui est le théâtre d'affrontements entre les Chevaliers Jedi et les Seigneurs noirs des Sith, personnes sensibles à la Force, un champ énergétique mystérieux leur procurant des pouvoirs parapsychiques. Les Jedi maîtrisent le Côté lumineux de la Force, pouvoir bénéfique et défensif, pour maintenir la paix dans la galaxie. Les Sith utilisent le Côté obscur, pouvoir nuisible et destructeur, pour leurs usages personnels et pour dominer la galaxie.

## Géographie

### Formes de vie
Les aki-aki sont une espèce intelligente humanoïde. Pour se protéger du soleil, ils portent de longues capes colorées. Ainsi, seul leur visage est visible.
Les orbak sont une espèce animale. Ils ressemblent à des chevaux mais possèdent des cornes. Ils servent de montures.

## Histoire
En 21 ap. BY, Ochi de Bestoon, un assassin qui plusieurs années auparavant travaillait pour Palpatine, se rend à Pasaana. Il y est poursuivi par Luke Skywalker et Lando Calrissian, à la recherche d'un orienteur Sith. Le vaisseau d'Ochi abandonné est retrouvé par Luke et Lando. Ce dernier, toujours affligé par l'enlèvement de sa fille quelques années plus tôt, décide de rester à Pasaana et de vivre en ermite dans la Vallée interdite,.
En 35 ap. BY, Rey et ses amis vont à Pasaana afin d'y trouver la relique Sith qui les mènera à la planète où se cache Palpatine. Ils trouvent dans un village Lando Calrissian.
Absorbés par des sables mouvants, ils se retrouvent sous terre. Ils y trouvent le cadavre d'Ochi et la dague Sith qu'ils cherchaient[réf. nécessaire].

## Concept et création
Dans les premières représentations en vue de produire L'Ascension de Skywalker, Pasaana est un monde humide et marécageux. L'artiste conceptuel Phil Saunders partage sur Instagram un concept-art d'une Paaana marécageuse, quelques mois après la sortie du film.
Les scènes se déroulant à Pasaana dans L'Ascension de Skywalker sont tournées dans le désert de Wadi Rum, en Jordanie. Ce paysage a été le lieu de tournage pour Jedha dans Rogue One,.